# Mont-devant-Sassey
Mont-devant-Sassey is een gemeente in het Franse departement Meuse (regio Grand Est) en telt 115 inwoners (2009).
De plaats maakt deel uit van het kanton Stenay in het arrondissement Verdun. Tot 1 januari 2015 was het deel van het kanton Dun-sur-Meuse, dat op die dag werd opgeheven.

## Bezienswaardig
Opvallend is de romaanse kerk die vanuit de wijde omgeving zichtbaar is, omdat zij tegen de top van de heuvel aan gebouwd is. Rijdend over de belangrijke regionale weg D964 van Douzy naar Verdun, tussen Mouzay en Dun-sur-Meuse of varend op het Canal de l'Est is de kerk kilometers lang goed te zien.

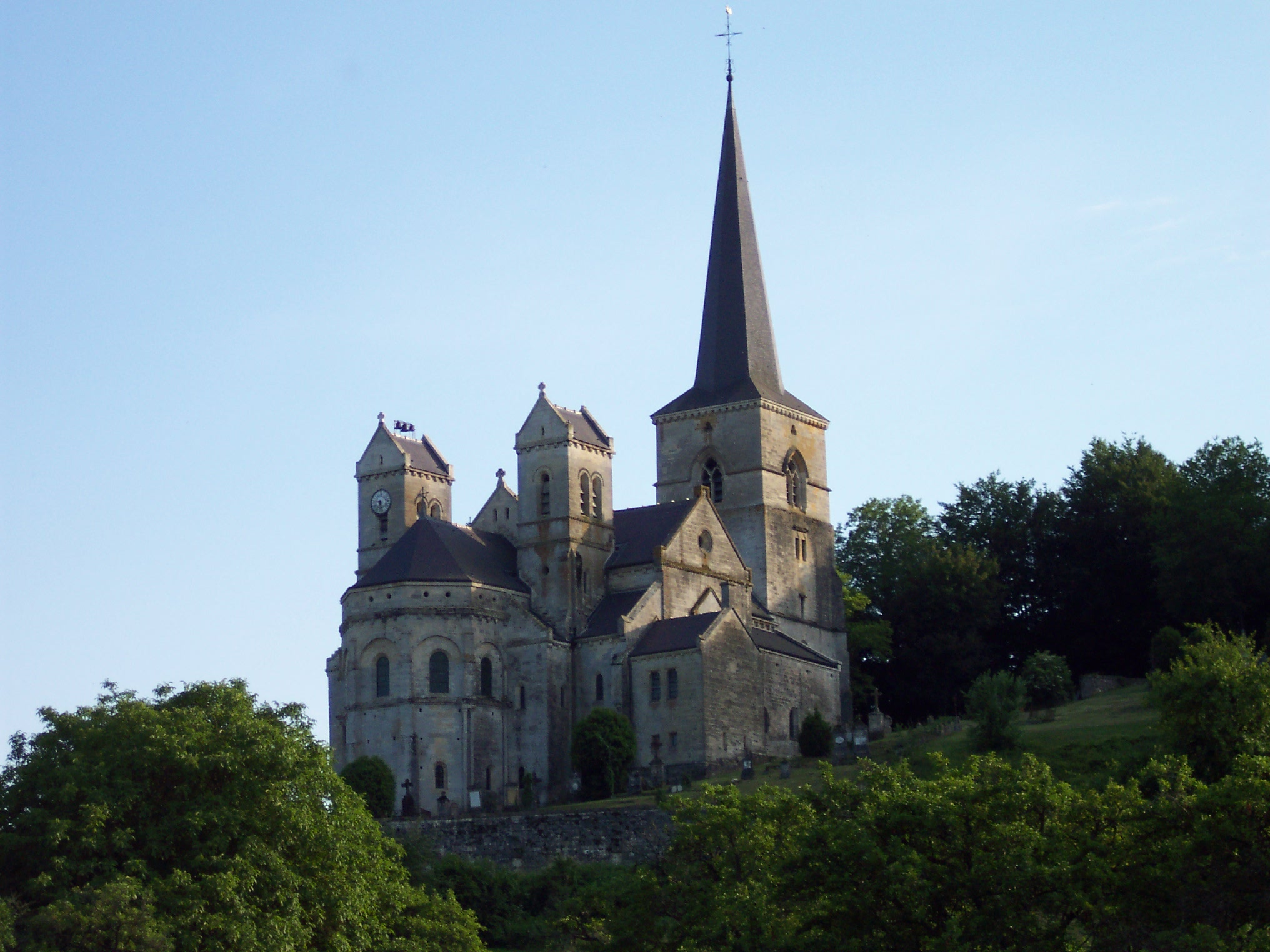
Mont-devant-Sassay: de Onze Lieve Vrouwe Kerk

## Geografie
| Aangrenzende gemeenten | Aangrenzende gemeenten | Aangrenzende gemeenten   | Aangrenzende gemeenten | Aangrenzende gemeenten |
| ---------------------- | ---------------------- | ------------------------ | ---------------------- | ---------------------- |
| Montigny-devant-Sassey |                        | Saulmory-et-Villefranche |                        | Mouzay                 |
|                        |                        |                          |                        |                        |
|                        |                        |                          |                        |                        |
|                        |                        |                          |                        |                        |
| Villers-devant-Dun     |                        | Doulcon                  |                        | Sassey-sur-Meuse       |

De onderstaande kaart toont de ligging van Mont-devant-Sassey met de belangrijkste infrastructuur en aangrenzende gemeenten.

## Demografie
Onderstaande figuur toont het verloop van het inwonertal (bron: INSEE-tellingen).